# Aero Lloyd
Aero Lloyd Flugreisen GmbH & Co, що діяла як Aero Lloyd, — колишня авіакомпанія Німеччини зі штаб-квартирою в місті Оберурзелі, яка працювала у галузі чартерних перевезень з 1980 по 2003 роки.

## Історія
Aero Lloyd була заснована 5 грудня 1980 року і почала операційну діяльність із трьох літаків McDonnell Douglas DC-9-32, що раніше належали авіакомпанії Garuda Indonesia. Штаб-квартира компанії спочатку перебувала у Франкфурті.
2003 року акціонери Aero Lloyd ухвалили рішення про припинення її фінансування, і в жовтні того ж року авіакомпанія припинила всі операції. Згодом активи компанії були придбані засновником Aero Lloyd Богомиром Градісніком і на базі придбаного майна була сформована невелика чартерна авіакомпанія Aero Flight, яка виконувала комерційні авіаперевезення з 25 березня 2004 року. У жовтні наступного року «Aero Flight» також припинила існування.

## Флот

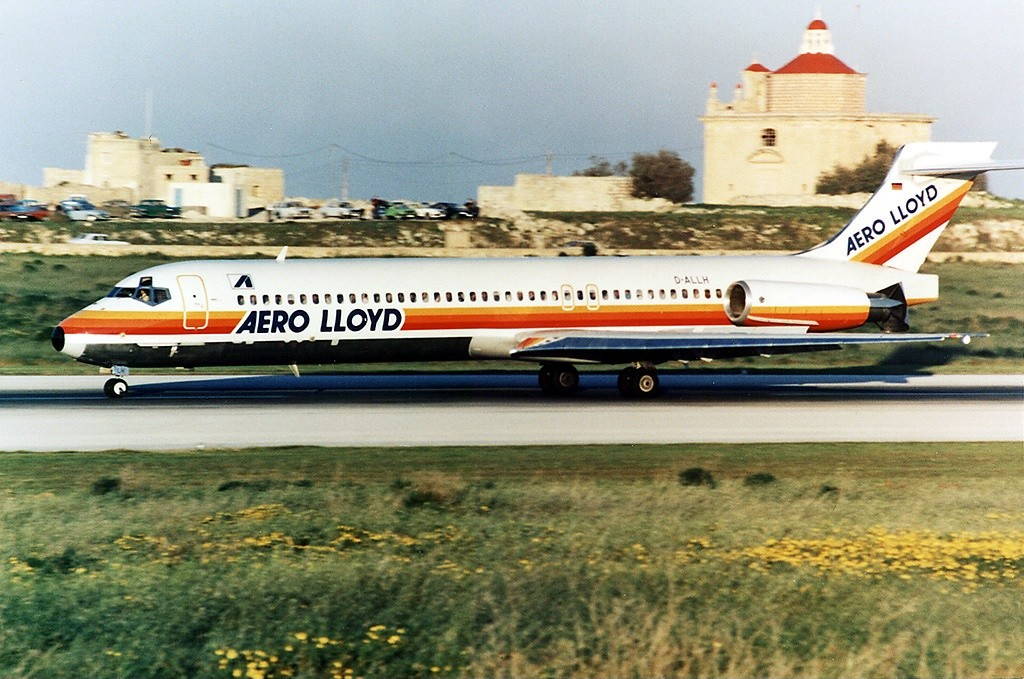
MD-87 авіакомпанії Aero Lloyd в міжнародному аеропорту Мальти Лука

Авіакомпанія Aero Lloyd експлуатувала такі повітряні судна:
- Airbus A320-200 — 15 од.
- Airbus A321-200 — 11 од.
- Boeing 737-400 — 1 од.
- McDonnell Douglas MD-82 2 од.
- McDonnell Douglas MD-83 — 16 од.
- McDonnell Douglas MD-87 — 4 од.